# Drosophila mainlandi
Drosophila mainlandi este o specie de muște din genul Drosophila, familia Drosophilidae, descrisă de Patterson în anul 1943.
Este endemică în California. Conform Catalogue of Life specia Drosophila mainlandi nu are subspecii cunoscute.